# Macquartia brachycera
Macquartia brachycera là một loài ruồi trong họ Tachinidae.